# Ectopleura mayeri
Ectopleura mayeri is een hydroïdpoliep uit de familie Tubulariidae. De poliep komt uit het geslacht Ectopleura. Ectopleura mayeri werd in 1990 voor het eerst wetenschappelijk beschreven door Petersen. 